# Alejandro Acton
Alejandro José Acton (3 de junho de 1972, Juan Bautista Alberdi, Buenos Aires), é um ex-ciclista argentino.
Grande parte da sua carreira realizou-a em Uruguai, defendendo às equipas de Alas Rojas de Santa Luzia e Dores Cycles Clube.

## Palmarés
1998
- 1 etapa Volta Ciclista do Uruguai

2000
- 2º em Classificação Geral Final  Rotas de América

2001
- 2º em Volta Ciclista do Uruguai

2002
- 1 etapa Rotas de América
- 2 etapas Volta Ciclista do Uruguai
- 3º em Volta  Ciclista do Uruguai

2003
- 1 etapa Volta Ciclista de Chile

- 3 etapas Tour da Korea

2005
- 2 etapas Volta Ciclista do Uruguai
- 3º em Volta  Ciclista do Uruguai
- 3º em 7a etapa Tour de Toona, Downtown
- 2º em GP Mengoni-New York City
- 1º em 3a etapa Green Mountain Stagerace, Voler Burlington Criterium